# Списак значајних тврдокрилаца
- Породица Cicindelidae (peščari) 

- Cicindela campestris
- Cicindela hybrida
- Cicindela sylvatica

- Породица Carabidae (trčuljci) 

- Calosoma sycophanta (lepotelka)
- Calosoma inquistitor

- Породица Staphylinidae (kratkokrilci) 
- Породица Lucanidae (jelenci) 

- Lucanus cervus (jelenak)
- Dorcus parallelipipedus (mali jelenak)

- Familija Scarabaeidae (Listorosci) 

- Melolontha melolontha (gundelj, hrušt)
- Melolontha hippocastani (šumski gundelj)
- Polyphylla fullo (mramorasti gundelj)
- Amphimallon solstitiale (kokica, mali gundelj,junski gundelj)
- Rhizotrogus aestivus

- Familija Coccinellidae (bubamare) 

- Adalia bipunctata
- Coccinella septempunctata
- Anatis ocellata
- Exochomus quadripustulatus

- Familija Buprestidae (krasci) 

- Coraebus bifasciatus (Hrastov prstenicar)
- Coraebus undatus
- Agrillus viridis
- Agrillus biguttatus
- Chrysobothris affinis
- Dicerca aenea
- Anthaxia 4-puctata
- Buprestis cupressi

- Familija Elateridae (Skočibube) 

- Brachylacon murinus
- Corymbites aeneus
- Agriotes lineatus
- Athous subfuscus

- Familija Lymexylidae 

- Hylecoetus dermestoides
- Lymexylon navale

- Familija Cleridae

- Clerus formicarius
- Opilio domesticus
- Opilo mollis

- Familija Anobiidae (Drvotočci, Žižci)

- Anobium abietis F.
- Anobium abietis Gull.
- Anobium nigrinus
- Anobium punctatum
- Anobium pertinax
- Anobium rufovillosum
- Ptilinus pectinicornis
- Apate capucinus ili Bostrychus capucinus

- Familija Meloidae (Majci)

- Lytta vesicatoria (španska mušica)

- Familija Cerambycidae (Strižibube)
- Породица Chrysomelidae (Bube listare)

- Melasoma populi (Velika topolina buba listara)
- Melasoma tremulae
- Melasoma vigintipunctata
- Phyllodecta vitellinae
- Phyllodecta vulgatissima
- Phyllodecta tibialis
- Galeruca lineole
- Galeruca luteola (Brestova buba listara)
- Agelastica alni (Jovina buba listara)
- Melasoma aenea
- Haltica quercetorum (Hrastov buvac)
- Cryptocephalus pini (Žuta borova listara)
- Lupcrus pinicola

- Породица Scolytidae ili  Ipidae'  (Sipci, potkornjaci)

- Blastophagus piniperda (Veliki borov srčinar)
- Blastophagus minor ili Myelophilus minor (Mali borov srčikar)
- Ips sexdentatus (Šestozubi borov potkornjak)
- Ips acuminatus (Trozubi borov potkornjak)
- Hylastes alter (Borov korenar)
- ityogenes bidentatus (Dvozubi borov potkornjak)
- Pityogenes quadridens (Četvorozubi borov potkornjak)
- Pityogenes bistridentatus
- Ips proximus
- Ips laricis
- Ips crosus
- Ips mannsfeldi
- Dentroctonus micans
- Polygraphus polygraphus
- Ips typographus (Osmozubi smrčin potkornjak)
- Ips amitinus
- Pityogenes chalcographus (Šestozubi smrčin potkornak)
- Xyloterus lineatus (Prgudasti drvenar)
- Pityophthorus micrographus
- Crypturgus pusillus
- Hylastes cunicularis
- Ips curvidens (Krivozubi jelin potkornjak)
- Ips vorontzowi
- Cryphalus piceae (Mali jelin potkornjak)
- Leperisinus (Hylesinus) fraxini (Mali jasenov potkornjak)
- Leperisinus orni
- Hylesinus crenatus (Veliki jasenov potkornjak)
- Hylesinus oleiperda
- Scolytus scolytus (Veliki brestov potkornjak)
- Scolytus multistriatus (Mali brestov potkornjak)
- Scolytus kirschi
- Scolytus pugmaeus
- Scolytus laevis
- Ptelcobius vittatus
- Scolytus intcatus (Hrastov potkornjak)
- Xyleborus monographus
- Xyleterus domesticus (Hrastov drvenar)
- Scolytus ratzerburgi (Brezin potkornjak)
- Scolytus carpini
- Taphrorychus bicolor
- Ernoporus tiliae
- Anisandrus dispar
- Xyleborus saxeseni

- Породица Platypidae

- Platypus cylindrus
- Platypus cylindriformis
- Phynchitinae (cigaraši)

- Породица Curculionidae (Surlaši,pipe)

- Potfamilija Rhynchitinae (Cigarasi)

- Byctiscus betuleti (Lipin cigaraš)
- Apoderus coryli (Leskin cigaraš)
- Attelabus curculionides (Hrastov cigaraš)
- Rhynchites betulae (Brezin cigaraš)

- Potfamilija Curculionides (Kratkosurlaste pipe)

- Otiorrhyncus niger
- Otiorrhyncus ovatus
- Otiorrhyncus singularis

- Rod Phyllobius

- Phyllobius oblongus
- Phyllobius argentatus
- Phyllobius viridicollis

- Rod Polydrosus

- Polydrosus mollis
- Polydrosus atomarius
- Polydrosus micans
- Polydrosus cervinus

Potfamilija Rhynchaenides (Dugosurlaste pipe)
- Hylobius abietis (Veliki borov surlaš)
- Hylobius piceus
- Hylobius pinastri
- Pissodes notatus (Mali borov surlaš)
- Pissodes piniphilus
- Pissodes harcyniae (Smrčin surlaš)
- Pissodes piceae (Jelin surlaš)
- Pissodes pini
- Pissodes validirostris
- Cryptorhyncus lapathi (Jovin surlaš)

- Rod Magdalis

- Magdalis violace
- Magdalis frontalis
- Magdalis duplicata

- Rod Orchestes

- Orchestes fagi
- Orchestes quercus
- Orchestes populi
- Orchestes alni

- Rod Balanisus (Žišci)

- Balanisus glandium (Hrastov žižak)
- Balanisus nucum (Leskin žižak)
- Balanisus elephas (Kestenov žižak)